# Cortesia
La cortesia è la capacità di porsi nei confronti degli altri con rispetto, educazione e gentilezza.
Il senso comune tende a considerare la cortesia ora in chiave positiva, ora in chiave negativa. A volte si pensa che sia un valore, qualcosa che aiuta a sentirsi rispettati e considerati e a star bene con gli altri. Altre volte invece ci si concentra su regole sociali da rispettare e la si considera qualcosa di formale, una sorta di rituale, o addirittura viene guardata con sospetto, perché si pensa che abbia una componente di falsità o per lo meno un difetto di spontaneità.
Sulla cortesia c'è oggi un vasto filone di ricerche scientifiche, che vanno dalla linguistica, alla psicologia, la sociologia e l'antropologia culturale. In linguistica è stato fondato nel 1998 il The Linguistic Politeness Research Group (Gruppo di ricerca di linguistica sulla cortesia) con il Journal of Politeness Research (Giornale di ricerca sulla cortesia). Le ricerche scientifiche ci aiutano a capire i giudizi ambivalenti del senso comune, dato che descrivono forme diverse di cortesia, ora più o meno false, ora autentiche. C’è un fatto interessante che emerge dagli studi degli ultimi decenni: le forme autentiche di cortesia sono fondamentali per il buon funzionamento della comunicazione, le relazioni interpersonali e anche la produttività nel lavoro.

## L'origine del termine
Il termine “cortesia” deriva da “corte” e propriamente indica i modi compìti, garbati, signorili dell’ambiente cortigiano. Il termine inglese “politeness” viene dal latino polire e suggerisce l’attenzione a ripulire i modi secondo le regole del vivere civile senza criteri di correttezza. Questi termini enfatizzano l’addestramento umano verso le regole stabilite da chi è al potere o dai malfattori (vedi esempio delle dittature o il rapporto sub/dom in psicologia e neuropsichiatria), cosa che lascia fuori l’umanità e la cura dei difetti, le cortesie sono degli impegni presi a discapito di chi lo richiede o viene richiesto, ma non sono da confondersi con le promesse elettorali e non portano ad alcun vantaggio sociale per sé o per gli altri. Secondo gli analisti chiedere una cortesia è come chiedere un favore, espone a rischi chiunque lo chiede e chi lo fa. Usare questi termini, o altri è desueto e genera violenza fisica al pari della menzogna, terrorismo e rissa oltre che diffidenza, ma le cause di tutto ciò sono spesso personali e coatte data l’assenza di cura e giustizia degli inflitti.

## La cortesia difensiva

### Il modello pragmalinguistco
Lo studio scientifico sistematico della cortesia comincia negli anni Settanta col lavoro della linguista americana Robin Lakoff (1973) e poi di Penelope Brown e Stephen Levinson (1978), il cui modello teorico, che rientra in quella specializzazione della linguistica nota come pragmatica, ha influenzato buona parte della ricerca successiva e ancora oggi costituisce un riferimento fondamentale. Da Lakoff in poi le teorie pragmalinguistiche muovono dal presupposto che la cortesia serve a salvare l'armonia sociale minacciata dalla comunicazione. Per questo si parla di cortesia difensiva. Lakoff ha sostenuto che la cortesia si fonda su tre regole: 
a) non importi 
b) offri alternative 
c) fai sentire l’altro a proprio agio 
Tutte e tre le regole evitano che la comunicazione minacci l’armonia nei rapporti e la pace sociale.
Si può restare perplessi a sentir dire che la comunicazione minaccia la pace sociale. A rifletterci però è così e le ricerche lo dimostrano: comunicare a volte turba l'armonia nel rapporto con gli altri. La cortesia difensiva impedisce che comunicare guasti i rapporti, è una sorta di meccanismo protettivo che consente di comunicare in tranquillità.

### Salvare la «faccia»
Brown e Levinson (1978, 1987) si rifanno al concetto di «faccia» del sociologo Erving Goffman (1959). Le persone tengono alla figura che fanno in pubblico, quando interagiscono con gli altri. Da un lato si aspettano che il loro spazio personale sia rispettato: è questa la «faccia negativa», basata sul diritto a non essere invasi o ostacolati. Dall'altro si preoccupano di essere apprezzati: è la «faccia positiva». A seconda che difenda un tipo di faccia o l'altra, si parla di cortesia negativa e cortesia positiva. Ad esempio esprimere un ordine sotto forma di affermazione (dire "La porta è rimasta aperta", anziché “Chiudi la porta”) è cortesia negativa, che serve a salvaguardare lo spazio dell'altro, a non intromettersi nel suo mondo e subordinarlo a sé. Non ignorare un conoscente che si incontra, salutarlo, magari cordialmente, fermandosi a parlare, è cortesia positiva che fa sentire l'altro importante.

### La «faccia» nelle culture collettivistiche
Alcuni studi portati avanti in culture collettivistiche o olistiche (ad esempio quella cinese o giapponese) hanno messo in discussione la tesi che all’origine della cortesia difensiva ci sia la salvaguardia della propria faccia.
Yoshiko Matsumoto (1988, 1989) e Sachiko Ide (1989) hanno messo in evidenza che i giapponesi hanno un rigido protocollo di comportamento a seconda dei contesti sociali, che si traduce anche in formule linguistiche diverse a seconda dei rapporti tra gli interlocutori al fine di adottare il comportamento socialmente appropriato a seconda delle situazioni. Anche per i cinesi, come ha evidenziato Yueguo Gu (1990), il comportamento cortese conserva l’organizzazione sociale e per il singolo attenercisi è un obbligo morale verso la collettività. In quest'ottica essere cortesi è semplicemente fare ciò che il ruolo sociale prevede si faccia.
In realtà, a ben guardare, la funzione di salvare la faccia c'è anche nelle culture collettivistiche. Solo che qui conta la faccia collettiva, quella del gruppo di appartenenza, non quella individuale. C’è, come si dice, un sé interdipendente', cioè ciò che io sono viene definito dalle caratteristiche del gruppo di appartenenza e da come mi inserisco in questo. Nelle culture occidentali invece c’è un sé indipendente, definito in base a come mi distinguo dagli altri. Addirittura sembrerebbe che nelle culture collettivistiche la preoccupazione di salvare la faccia sia più marcata che nelle occidentali. Proprio in quanto il sé non viene definito distinguendosi, ma identificandosi nel gruppo, occorre stare molto attenti alla figura che si fa: è in gioco l'immagine del gruppo e il singolo ha una seria responsabilità.
Come osserva Richard Watts (2003), in ogni caso la cortesia difensiva è espressione di un “comportamento politico”, teso a mantenere la pace sociale nella nostra vita quotidiana, comportamento che nelle culture individualistiche si traduce nella difesa della faccia individuale, nelle collettivistiche della sociale.

### Le critiche al modello pragmalinguistico
Come nota Parisio Di Giovanni un limite del modello pragmalinguistico è che trascura altre minacce da cui la cortesia difensiva protegge. Attacchi possono venire anche dalla comunicazione non verbale, non dal linguaggio, o anche da certi comportamenti (arrivare tardi a un appuntamento, passare avanti in una fila). Inoltre minacciato può essere il sé, non solo la faccia. Infatti si costruisce la conoscenza di sé stessi in gran parte riflettendo su ciò che accade nelle interazioni sociali. Psicologia e scienze sociali hanno dimostrato che si costruisce il nostro sé in questo modo, più che autoesaminandosi in privato, come sostenuto in filosofia e come è portato a pensare il senso comune. D'altra parte la cortesia salvaguarda anche l'armonia sociale a prescindere dalla faccia dei partecipanti: evita incidenti relazionali e conserva la stabilità sociale.

## La cortesia costruttiva
Mentre la cortesia difensiva serve a salvaguardare la pace sociale quando è minacciata, la cortesia costruttiva mira a creare un clima di armonia a prescindere dalle minacce, al solo scopo di godere dei vantaggi di avere buoni rapporti.
L'idea che esista una cortesia costruttiva volta a migliorare l'armonia e la qualità dei rapporti sociali è presente nella tradizione pragmalinguistica. Geoffrey_Leech (1983) ha messo in evidenza che parlar chiaro e conservare l'armonia sociale non sempre sono in contrasto e a volte rappresentano attività sinergiche. I comportamenti cortesi, come ha osservato Nieves Hernández Flores (2002, 2003) sono impiegati in situazioni in cui la comunicazione non minaccia l'armonia sociale. Ad esempio, salutare cordialmente un conoscente quando lo si incontra, anche se non si deve dirgli nulla, contribuisce alla creazione di una buona relazione. Creare un ambiente sociale a basso rischio di incidenti relazionali comporta parecchi vantaggi: dedicarsi più tranquillamente alle proprie attività e riflessioni, permettersi di dire e fare cose che diversamente sarebbero problematiche, beneficiare dell'indulgenza e della tolleranza degli altri in caso di errori o fatti dubbi. Altri vantaggi derivano dal fatto che si è creato un clima di confidence, un misto di fiducia, familiarità, rispetto e considerazione. Ad esempio, ci si intende, ci si aiuta reciprocamente nel bisogno, si riesce a collaborare bene in vista di scopi comuni, i problemi vengono affrontati intelligentemente assieme e, non ultimo, ci si sente "a posto", appagati nel proprio senso di giustizia.
Giovanna Axia (1996) sostiene che la cortesia favorisce l’intelligenza sociale, nel senso che è uno “strumento adattissimo a risolvere i problemi sociali”. I problemi sociali sono complessi e soprattutto richiedono di guardare al lato soggettivo dell’esperienza e coinvolgono gli altri. In un clima di cortesia si affrontano meglio.

## Cortesia inautentica e autentica
Quotidianamente si sperimentano forme di cortesia inautentica. Ad esempio, c’è la cortesia fredda (si viene trattati con rispetto, ma in un clima formale e anonimo) o la cortesia affettata (l’altro usa più accortezze del necessario) o la cortesia apparente (l’altro lascia spazio, ma per non impegnarsi o per deferenza).
C’è però anche la cortesia autentica, quella in cui l’altro fa sentire effettivamente rispettati e considerati. Intuitivamente si coglie quando un comportamento è autenticamente cortese. Non è facile però definirlo. Un comportamento è autenticamente cortese quando è organizzato in modo tale da rispettare tutte le esigenze in gioco in quel momento. Per farlo si deve riuscire a conciliare esigenze contraddittorie. Ad esempio, occorre rispettare lo spazio personale dell’altro (usare cortesia difensiva) e al tempo stesso invaderlo quel tanto che occorre per farlo sentire considerato (usare cortesia costruttiva). Ancora, ci si deve attenere a certe regole e al tempo stesso essere unici, cioè trovare il modo di conciliare convenzionalità e spontaneità.
La cortesia autentica è un'arte, che richiede la capacità di mettersi nei panni degli altri e di decifrare le situazioni, adeguando i comportamenti momento per momento.

### Non regole, ma sintonia
Non si può essere autenticamente cortesi semplicemente seguendo certe regole nel rapporto con l’altro. Già alcuni studiosi (Gabriele Kasper, 1990; Richard Watts, 2003; Helen Spencer-Oatey, 2005) avevano osservato che sono sufficienti le aspettative dell'altro a configurare cortesia e scortesia. Se l'altro desidera che l'interlocutore si comporti in un certo modo e se lo aspetta, tenere quel comportamento è cortese, ometterlo scortese. Adele Bianchi e Parisio Di Giovanni hanno supportato queste osservazioni con prove empiriche, chiedendo a studenti, manager, professionisti e altre persone di tenere per un periodo (mediamente una settimana) diari dove annotare gli episodi di cortesia e scortesia che sperimentavano. Si tratta di una tecnica di indagine nota come campionatura dell’esperienza, particolarmente utile per comprendere esperienze di vita quotidiana che si tendono a trascurare o di cui non si è ben consapevoli. Dallo studio è emerso che nella cortesia autentica non ci sono regole cui attenersi. Lo stesso comportamento può risultare una cortesia o non essere letto come cortesia. Analogamente un comportamento a volte è visto come scortesia, altre no. Tutto dipende da come l’altro soggettivamente l’interpreta.
Studiando le scortesie con la tecnica dei diari, emerge anche che le scortesie involontarie, che sono la maggior parte delle registrate, sono dovute a difetti di sintonia, che fanno sfuggire di mano la gestione del rapporto mentale con l’altro. Appare evidente che la cortesia autentica si realizza nella misura in cui si riesce a sintonizzarsi con l’altro e così a farlo sentire effettivamente rispettato e considerato.

### Cortesia e lettura della mente
Gli uomini sono dotati di abilità di lettura della mente (mind-reading), riescono cioè ad afferrare in qualche misura che cosa stanno pensando gli altri. Si parla a volte di teoria della mente (theory of mind) o mentalizzazione (mentalizing). Si usa anche la parola empatia, con la quale però spesso si fa riferimento solo alla condivisione di emozioni e sentimenti. Nella lettura della mente invece si mette insieme quel che l’altro dice, segnali non verbali, contesto, conoscenze sulla vita e si arriva a farsi un'idea di quello che l’altro sta pensando. Nel regno animale sembra che solo gli scimpanzé siano dotati di questa abilità. Fin dalla nascita gli uomini sono dotati di strutture cerebrali per la lettura della mente, anche se cominciano a leggerla intorno ai 2-3 anni e poi crescendo diventano sempre più abili.
La cortesia autentica si basa sulla lettura della mente. Non basta seguire un protocollo. Perciò si cerca di capire che cosa l’altro si aspetta, ci si comporta in un certo modo e poi, andando avanti a leggerle la mente dell'interlocutore, si aggiusta il tiro fino a sintonizzarsi, a trovare un'intesa su ciò che costituisce un comportamento cortese e agire di conseguenza.
Se da un lato la cortesia si basa sulla lettura della mente, dall’altro per riuscire a leggere la mente degli altri c'è bisogno di un clima di cortesia. Se l’altro percepisce che non ci sono rispetto e considerazione tende a chiudersi, a divenire opaco. D’altro canto, se si ha l’impressione che non c’è rispetto e considerazione reciproca, si fa fatica a cogliere quel che pensa l’altro, perché si è troppo presi dal problema di gestire la situazione sociale e non si riesce a lasciar perdere i propri pensieri, a uscire da sé, per calarsi nella mente dell’altro.
Come notano Adele Bianchi e Parisio Di Giovanni (2017, 2019), il fatto che cortesia e lettura della mente siano interdipendenti spiega come mai possono crearsi circoli virtuosi o circoli viziosi. Se si comincia in un clima di cortesia, sarà facile leggere la mente, essere reciprocamente ancora più cortesi, leggere meglio la mente e così via. Quando invece si parte con la scortesia, leggere la mente è difficile e quindi non si riesce a correggere la scortesia e passare alla cortesia. Ecco che nei rapporti interpersonali l’inizio tende a essere decisivo. Quando si comincia a interagire con l’altro ci si trova come a un bivio: o si va verso una crescente cortesia e lettura della mente o verso una crescente scortesia e cecità mentale.

## Il valore della cortesia autentica

### Il buon funzionamento della comunicazione
Nella conversazione si seguono delle regole tendenzialmente universali, cioè che si ritrovano in tutti i popoli salvo alcune variazioni culturali. Ad esempio, si parla a turno, si agisce in modo complementare (a una domanda di solito si fa seguire una risposta), si cerca di cooperare per rendere efficiente lo scambio di informazioni. Queste regole servono a far funzionare la comunicazione. Perciò, anche se a volte le si violano, magari perché si sta litigando, comunque si continua in buona parte a seguirle. Altrimenti non potremmo comunicare. Se si analizzano le regole di conversazione ci si rende conto che sono ispirate alla cortesia.
La cortesia è di aiuto anche per capirsi. Abitualmente non ci si dice mai tutto e spesso non si dicono le cose più importanti. Ci si capisce perché si afferra che cosa l’altro sta pensando. Ad esempio, se si chiede a un amico “dove sei stato?”, l'amico capisce che si intende “dove sei stato nei giorni scorsi?”, perché ci si frequenta abitualmente e per qualche giorno non ci si è sentiti, così si mette dal punto di vista dell'interlocutore e afferra il senso della domanda. Nella comunicazione la comprensione si basa sulla lettura della mente, ma questa è favorita dal clima di cortesia, per cui più c’è cortesia meglio la comunicazione funziona.

### Il rendimento nel lavoro assieme agli altri
Rosabeth Moss Kanter (2004), dell’Harvard Business School, ha analizzato diversi casi aziendali, tra cui alcuni in cui sono stati superati momenti di crisi, e ha concluso che un clima di confidence, di buoni rapporti, favorisce la produttività e può essere un fattore importante per uscire da una crisi.
Adele Bianchi e Parisio Di Giovanni (2007) hanno elaborato un modello teorico stando al quale i gruppi di lavoro rendono di più se c’è un clima di cortesia. Quando si lavora assieme, specie se l’attività non è meccanica, ma richiede di pensare, ci sono perdite di produttività mentali, informative e strategiche. Le prime sono dovute al fatto che l’ansia legata al rapporto con gli altri può far funzionare male le menti, le seconde al fatto che non si dispone di informazioni utili, le strategiche consistono nel prendere assieme vie errate, che abbassano il rendimento. La cortesia è in grado di contrastare tutte e tre queste perdite. Hanno poi dimostrato gli effetti della cortesia attraverso studi sperimentali su gruppi di lavoro. In alcuni gruppi creavano (servendosi di complici appositamente addestrati) un clima di cortesia, in altri di scortesia. I gruppi col clima di cortesia rendevano decisamente di più in una varietà di compiti, come elaborare una strategia di marketing o prendere una decisione su lavori condominiali. Inoltre i gruppi dove il clima era di cortesia erano propensi a migliorarsi sempre più, mentre gli altri si adagiavano, soddisfatti dei risultati ottenuti, nonostante fossero scadenti.